# Бівер (комуна)
Бівер (люксемб. Biwer, фр. Biwer, нім. Biwer) — комуна Люксембургу. Входить до складу кантону Гревенмахер в окрузі Гревенмахер.

## Географія
Площа території комуни становить 23,08 км² (40-е місце за цим показником серед 116 комун Люксембургу).
Висота найвищої точки комуни над рівнем моря складає 332 метрів (103-є місце за цим показником серед комун країни), найнижчої — 210 метрів (33-є місце).

## Демографія
Станом на 2011 рік на території комуни мешкало 1 638 ос.
Динаміка чисельності населення:

## Адміністративний поділ
До складу комуни входять такі поселення:
| Поселення   | Населення за даними переписів: | Населення за даними переписів: | Населення за даними переписів: |
| Поселення   | на 31.03.1981                  | на 01.03.1991                  | на 15.02.2001                  |
| ----------- | ------------------------------ | ------------------------------ | ------------------------------ |
| Бівер       | 417                            | 508                            | 614                            |
| Бівербах    | н/д                            | 11                             | 15                             |
| Будлер      | н/д                            | 46                             | 65                             |
| Будлербах   | н/д                            | 32                             | 33                             |
| Брайнерт    | 34                             | 40                             | 47                             |
| Брух        | 49                             | 41                             | 49                             |
| Хагельсдорф | 26                             | 18                             | 18                             |
| Векер       | 149                            | 185                            | 202                            |
| Векер-Гар   | 248                            | 233                            | 424                            |
| Вейдіг      | 18                             | 19                             | 25                             |